# Vocal media anterior redondeada
La vocal media anterior redondeada (escucharⓘ) es un sonido usado en algunas lenguas. No existe un símbolo del AFI que represente con exactitud el sonido. La vocal media anterior redondeada se encuentra entre las vocales [ø] y [œ]. Por eso en ocasiones para representar el sonido se usa [ø̞] o [œ̝]. Hay que tener en cuenta que su identificación no es sencilla ya que no hay ninguna lengua que distinga entre los tres sonidos citados. La vocal media anterior redondeada se da en muy pocas lenguas, como el húngaro, el turco o el finés. También existe en el inglés neozelandés, que se puede encontrar como una variante de /ə/ o /ɜ/, aunque la articulación es algo centralizada.
El sonido se puede encontrar en algunas lenguas romances, como es el caso del catalán septentrional (por influencia del occitano y del francés). Suele aparecer como una variante de la ‹e› o como un alófono de ‹u› delante de consonantes palatales.

## Características
- La altura vocálica es media, lo cual significa que la lengua se coloca entre una vocal semicerrada y una semiabierta.
- La posterioridad vocálica es anterior, lo cual significa que la lengua se coloca lo más delante posible sin llegar a crear una constricción que haría considerarla una consonante.
- Para hacer que la vocal sea redondeada se comprime, es decir, se articula con los labios apretados hacia fuera.

### Ocurre en
| Lengua  | Lengua                | Palabra | AFI      | Significado    | Notas |
| ------- | --------------------- | ------- | -------- | -------------- | --- |
| Inglés  | Nueva Zelanda         | bird    | [bɞːd]   | 'pájaro'       | Centralizada; puede ser semiabierta. Mirar la fonología del inglés                                                |
| Catalán | Catalán septentrional | fulles  | [ˈfø̞jəs] | 'hojas'        | Se puede encontrar en extrangerismos e interferencias de la occitano y el francés. Mirar la fonología del catalán |
| Finés   | Finés                 | rölli   | [rø̞lːi]  | 'hierba común' | Mirar la fonología del finés                                                                                      |
| Húngaro | Húngaro               | öl      | [ø̞l]     | 'matar'        | Mirar la fonología del húngaro                                                                                    |
| Turco   | Turco                 | göz     | [ɟø̞z]    | 'ojo'          | Mirar la fonología del turco                                                                                      |